# Marit Mikkelsplass
Marit Elisabeth Mikkelsplass nata Wold (Oslo, 22 febbraio 1965) è un'ex fondista norvegese, vincitrice di varie medaglie olimpiche e iridate.
È moglie di Pål Gunnar, a sua volta fondista di alto livello.

## Biografia
In Coppa del Mondo ottenne il primo risultato di rilievo il 2 marzo 1985 a Lahti (18ª), il primo podio l'8 marzo 1986 a Falun (3ª) e la prima vittoria l'8 dicembre 1996 a Davos.
In carriera prese parte a tre edizioni dei Giochi olimpici invernali, Calgary 1988 (15ª nella 10 km, 24ª nella 20 km, 2ª nella staffetta), Lillehammer 1994 (14ª nella 15 km, 2ª nella 30 km) e Nagano 1998 (6ª nella 5 km, 5ª nella 15 km, 9ª nella 30 km, 14ª nell'inseguimento, 2ª nella staffetta), e a quattro dei Campionati mondiali, vincendo tre medaglie.

## Palmarès

### Olimpiadi
- 3 medaglie:
  - 3 argenti (staffetta[2] a Calgary 1988; 30 km[2] a Lillehammer 1994; staffetta[2] a Nagano 1998)

### Mondiali
- 3 medaglie:
  - 2 argenti (staffetta[2] a Thunder Bay 1995; staffetta[2] a Trondheim 1997)
  - 1 bronzo (30 km[2] a Trondheim 1997)

### Coppa del Mondo
- Miglior piazzamento in classifica generale: 5ª nel 1998
- 17 podi (10 individuali, 7 a squadre[3])[4]:
  - 3 vittorie (2 individuali, 1 a squadre)
  - 8 secondi posti (2 individuali, 6 a squadre)
  - 6 terzi posti (individuali)

#### Coppa del Mondo - vittorie
| Data            | Località            | Nazione   | Spec.                                                                                                  |
| --------------- | ------------------- | --------- | --- |
| 8 dicembre 1996 | Davos               | Svizzera  | 4x5 km (con Bente Skari, Anita Moen e Trude Dybendahl) (con Bente Skari, Anita Moen e Trude Dybendahl) |
| 18 gennaio 1997 | Lahti               | Finlandia | 15 km TC                                                                                               |
| 8 gennaio 1998  | Ramsau am Dachstein | Austria   | 10 km TC                                                                                               |

Legenda:
TC = tecnica classica